# بروستر اچ شاو
بروستر اچ شاو (به انگلیسی: Brewster Hopkinson Shaw, Jr.) فضانورد اهل ایالات متحده آمریکا است که در ۱۶ مهٔ ۱۹۴۵ میلادی در کاس سیتی، میشیگان زاده شد. وی در مأموریت اس‌تی‌اس-۹، اس‌تی‌اس-۶۱-بی، اس‌تی‌اس-۲۸ حضور داشته است.